# أيام الغضب: الشباب الفلسطيني
أيام الغضب: الشباب الفلسطيني هو فيلم وثائقي من إنتاج جو فرانكلين تراوت حول وجهات نظر الفلسطينيين حول الاحتلال الإسرائيلي، بُث لأول مرة على بي بي إس في عام 1989. أثار الفيلم جدلا في الولايات المتحدة.

## إنتاج
تم تصوير الفيلم الوثائقي في الأراضي المحتلة في صيف عام 1988، خلال الانتفاضة الأولى.

## بث
بعد أشهر من التأخير، بُث الفيلم لأول مرة في 6 سبتمبر 1989، من قبل حوالي 300 محطة لبي بي إس في جميع أنحاء الولايات المتحدة. وصف كينيث بيالكين، رئيس مجلس علاقات الجالية اليهودية في نيويورك، وأعضاء آخرون في لجنة الجالية اليهودية الفيلم بأنه "دعاية معادية لإسرائيل". بعد اتفاق بين WNET-TV وبيالكين وقادة يهود آخرين، بُث الفيلم الذي تبلغ مدته 90 دقيقة مع ساعة من البرامج "الملفوفة" المصممة "لموازنة موقف الفيلم المناهض لإسرائيل"، بما في ذلك حلقة نقاش مع سيمور رايش وجيمس زغبي وريتشارد مورفي ووالتر روبي. البرنامج الذي مدته ساعتان ونصف الساعة يبث تحت عنوان "الانتفاضة: الفلسطينيون وإسرائيل".

## استقبال
نشرت صحيفة نيويورك تايمز في 31 أغسطس 1989، قبل بث الفيلم على المستوى الوطني على بي بي إس في سبتمبر، أن عرض "أيام الغضب" في جميع أنحاء الولايات المتحدة أثارت احتجاجات من المنظمات اليهودية ومنظمات حقوق الإنسان. ومع ذلك، قال العديد من الصحفيين إن الفيلم، على الرغم من تحيزه، يقدم معلومات حول الانتفاضات ليست متاحة بسهولة لمشاهدي التلفزيون الأمريكي.